# Château d'eau Lavalette
Le Château d'eau Lavalette, quelquefois dénommée Fontaine aux amours et aux dauphins, voire, tout simplement, Fontaine Lavalette, est une fontaine de la ville de Grenoble, située place Grenette, inaugurée en 1824. Il s'agit de l'une des plus anciennes fontaines publiques de la ville.

## Présentation
Située dans le centre piétonnier de la ville de Grenoble sur une place relativement ouverte, cette fontaine monumentale est composée de deux grandes vasques superposées entièrement sculptées avec, au pied, quatre dauphins chevauchée par des angelots (ou chérubins) en bronze.
Sa construction est en effet le fruit du travail de plusieurs grands artistes dont Madona qui a dessiné les vasques, Nadon qui les a sculptées, et Victor Sappey, sculpteur grenoblois qui a sculpté les angelots et les dauphins. Entièrement réalisée en pierre de Sassenage et en bronze, cette fontaine possède un puissant jet d’eau qui pouvait atteindre vingt-deux mètres de hauteur.

## Histoire

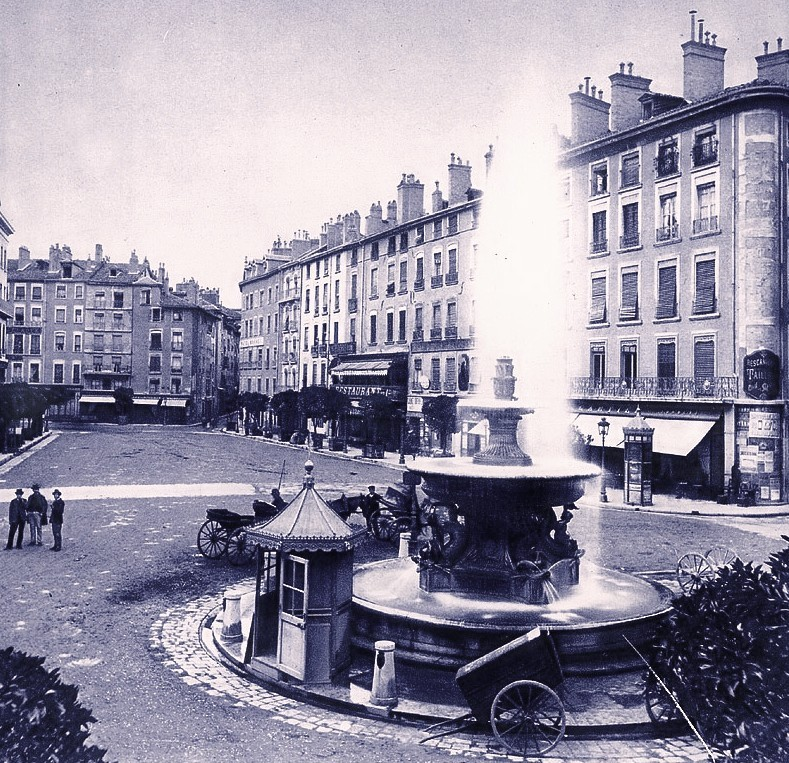
Le jet d'eau du château d'eau en fonction au XIXe siècle

Cette fontaine, situé alors en plein centre de la partie urbanisée de Grenoble, a été commandée et élaborée sous l'administration du marquis Charles Planelli de Lavalette, maire de Grenoble (1815-1816 et 1820-1824) et inaugurée le 25 août 1824. 
L'édifice correspond à la mise en place du premier réseau de canalisation des fontaines publiques de la ville,. Celle-ci devait alimenter quinze conduits avant que la municipalité n’abandonne le projet faute de fonds. À l’origine, cette fontaine était dotée d’un jet d’eau atteignant plus de vingt mètres de haut mais qui a dû être réduit en raison des plaintes des riverains qui se faisaient éclabousser en passant sur la place et se plaignaient du bruit.
Il existe plusieurs fontaines anciennes encore présentes dans le centre-ville à Grenoble au XXIe siècle dont la fontaine des trois ordres situées près de Notre-Dame est la plus ancienne (1788) et si la fontaine du château de Lavalette n'a été mise en fonction que 35 ans plus tard, les autres fontaines telles que celle de la place de Gordes (1850) ou de la rue Montorge (1887) sont plus récentes.
Des travaux de rénovation effectués sur la place Grenette en 2019 ont entrainé un réaménagement complet de l'environnement immédiat de cette fontaine, laquelle se retrouve au cœur d'un vaste espace piétonnier.

## Localisation
Le château d'eau Lavalette est positionné au fond de la place Grenette, au débouché de la rue Montorge, de la Grande-rue et rue de la rue de la République, non loin du parc urbain du Jardin de Ville et du musée Stendhal. 
Ce lieu, très animé car entouré de divers commerces, bars et restaurants, est desservi par les ligne A et ligne B du réseau de tramway de l'agglomération grenobloise. La station la plus proche (située à moins de deux cents mètres) se dénomme Hubert Dubedout - Maison du Tourisme.

Quelques photos du château d'eau Lavalette
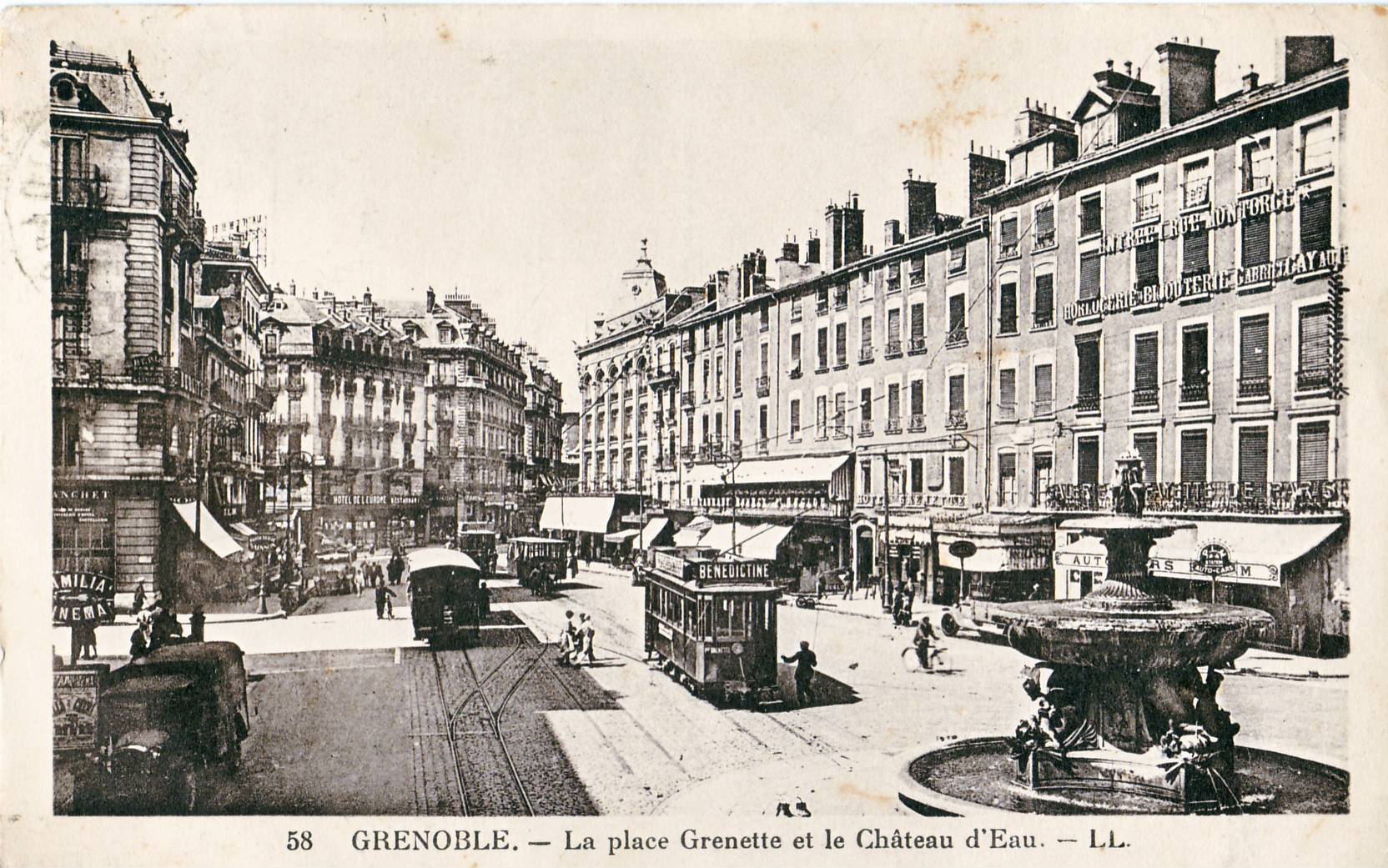
Début du XXe siècle
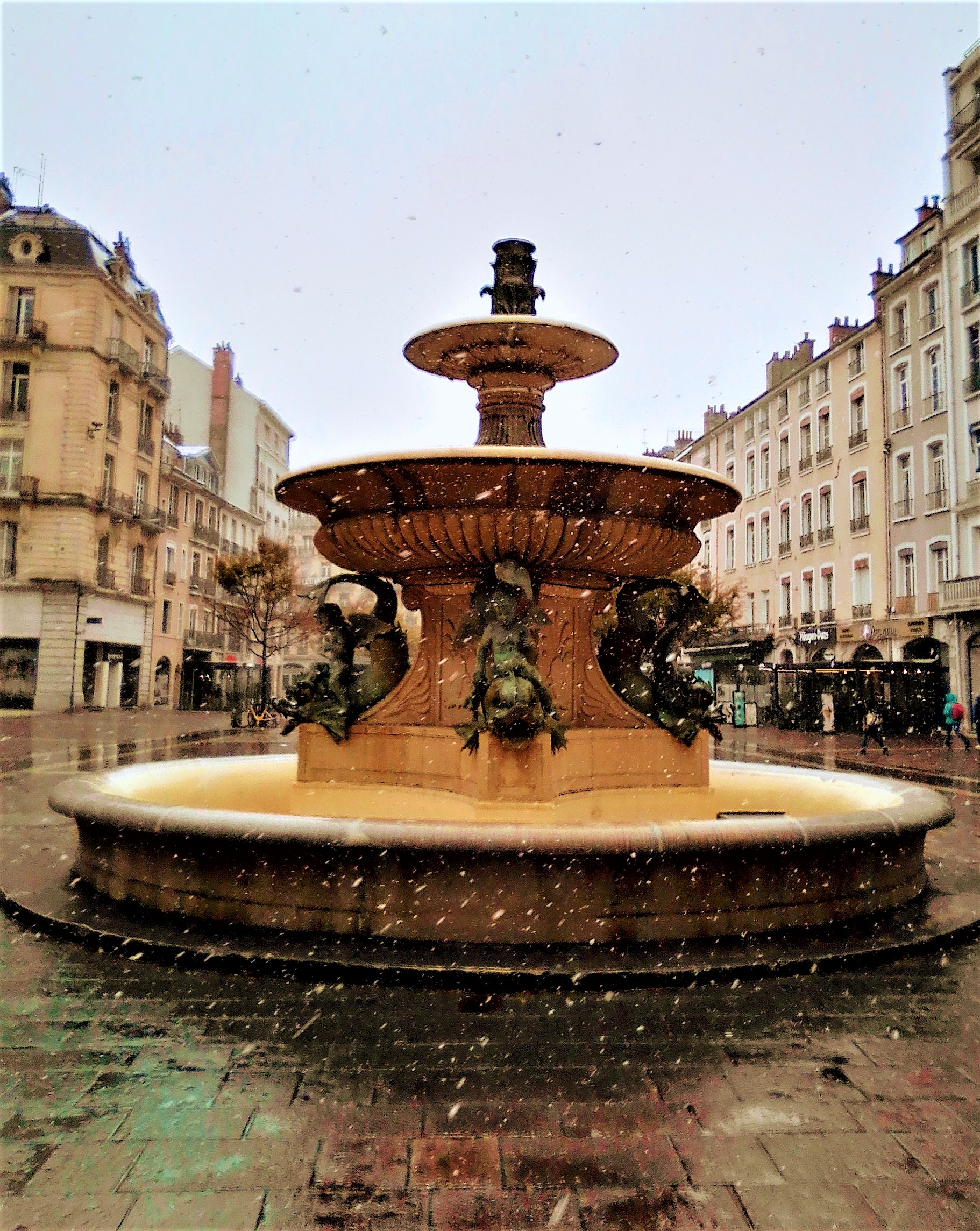
Vue générale en avril 2022
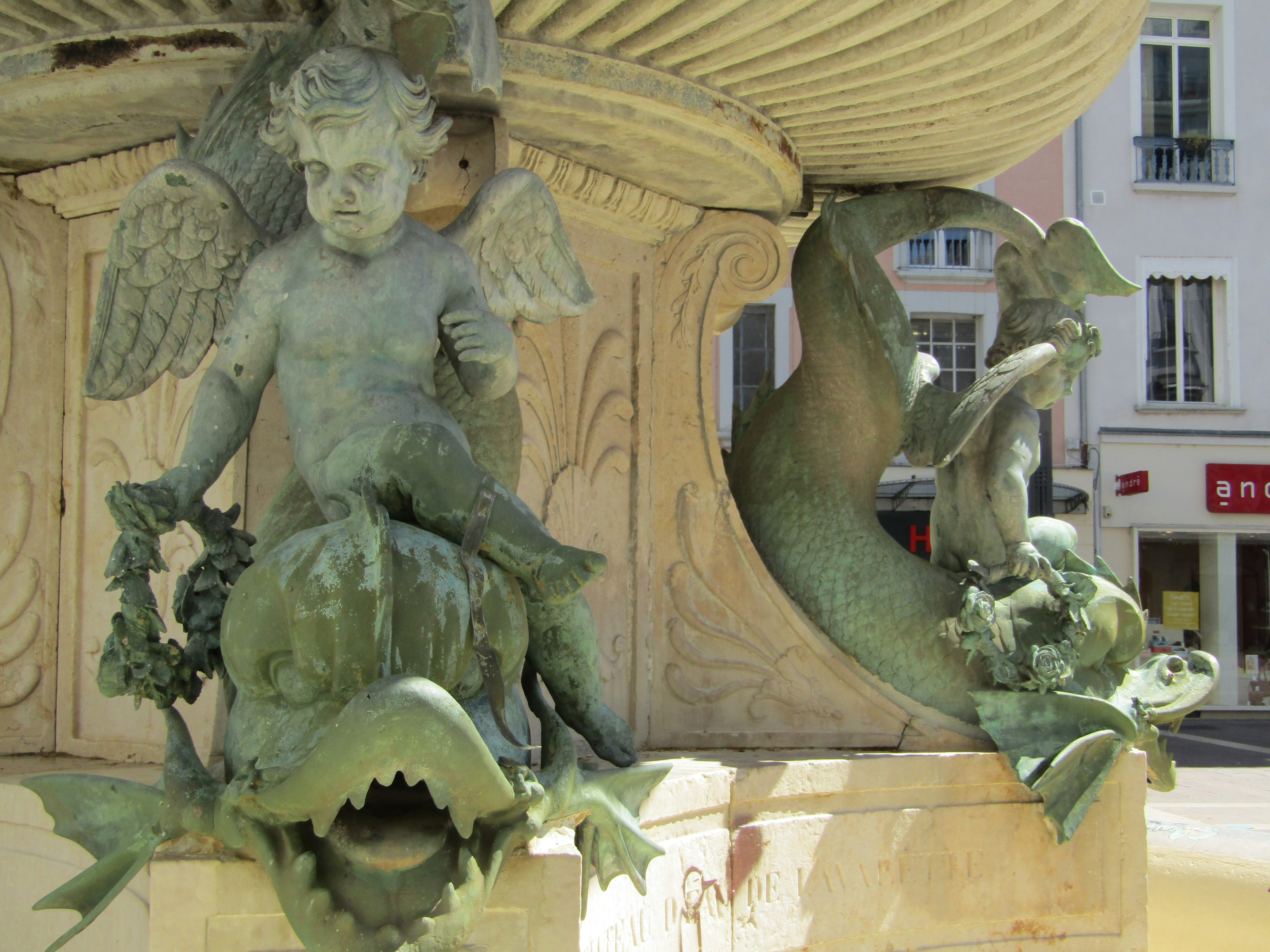
Détail
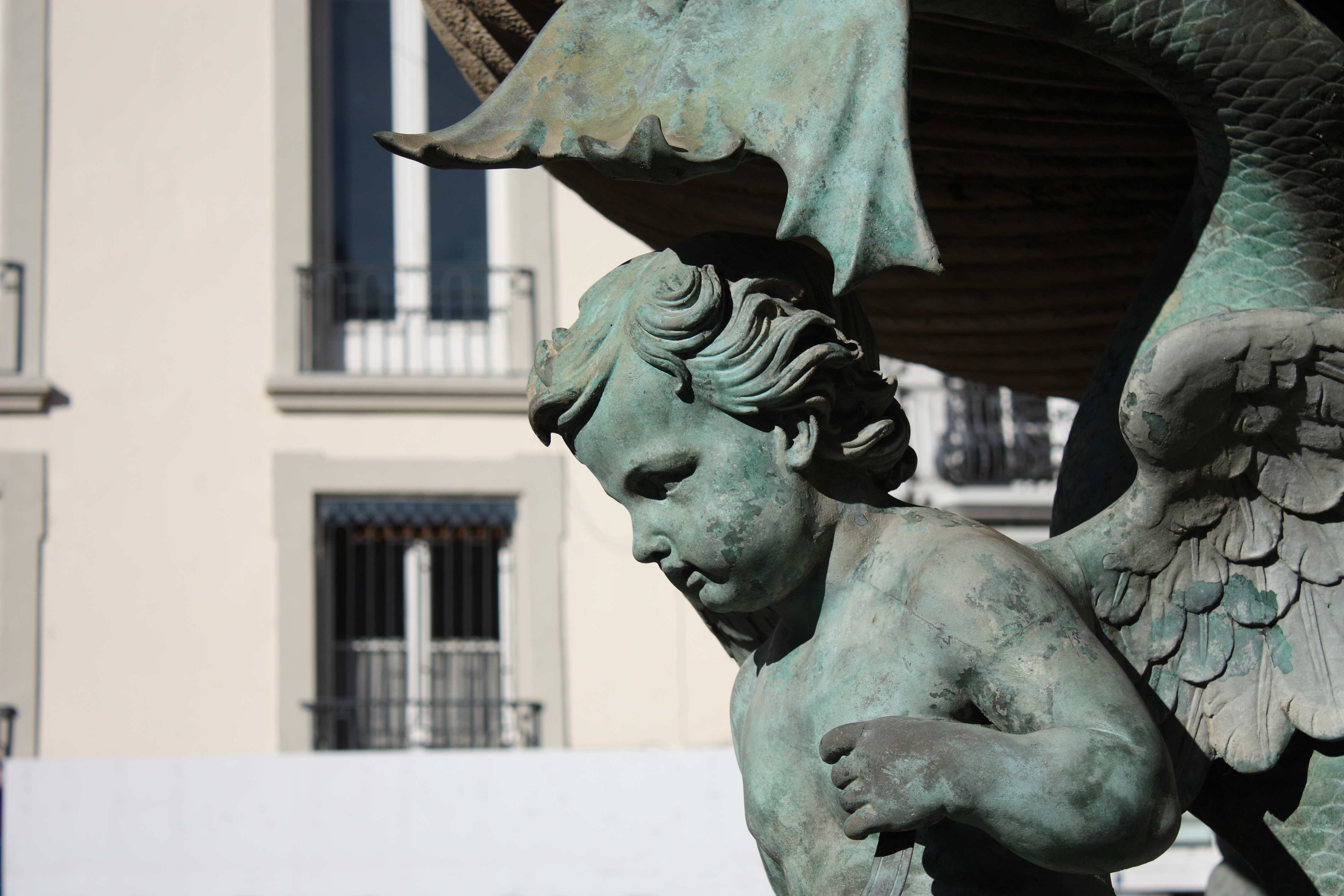
Angelot de la fontaine
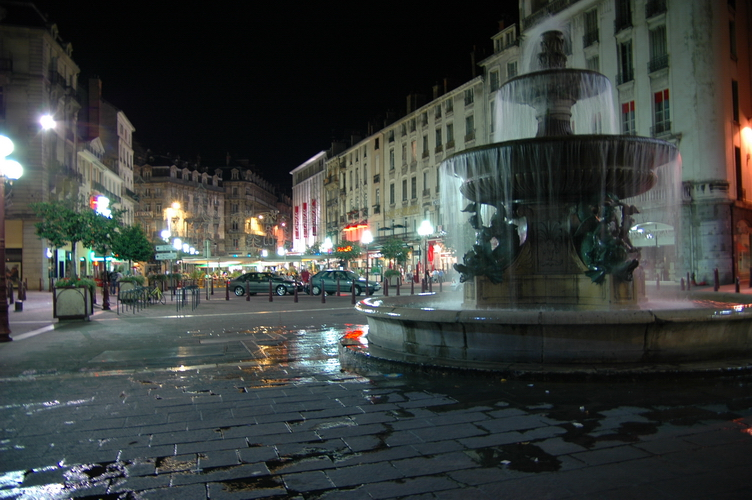
Vue nocturne